# 吉尾村 (千葉県)
吉尾村（よしおむら）は、千葉県安房郡（長狭郡）にかつて存在した村。現在の鴨川市の西部に位置している。

## 地理
現在の鴨川市西部に位置する。嶺岡山地の北麓に位置する。加茂川の上流にあたり、房総半島を横断する古い交通路である長狭街道が通る。
現在の鴨川市域を、鴨川市成立時およびその後の合併時の町村によって4地区に区分する場合、旧大山村の地域は「長狭地区」の一部に位置付けられている。鴨川市域を町村制施行当時の町村（旧町村）によって12地区に区分する場合は「吉尾地区」とされ、現在の大字では大幡（おおはた）・北風原（ならいはら）・寺門（てらかど）・横尾（よこお）・細野（ほその）・松尾寺（まつおじ）・大川面（おおかわづら）・仲（なか）・宮山（みややま）・吉尾平塚（よしおひらつか）が含まれる。
1926年（大正15年）時点の吉尾村は、東に主基村、西に大山村と接し、北は房総山脈を隔てて君津郡三島村に、南は嶺岡山脈を隔てて曽呂村・丸村と接していた:1084。当時は全村を大幡・北風原・細野・横尾・寺門・松尾寺・大川面・宮山・仲・八丁の10区に分けていた:1088。

## 歴史
『和名類聚抄』（和名抄）に記載のある長狭郡丈部（はせつかべ）郷について、大幡の「作壁」付近に比定する説がある。
この地域の村は、古くは横尾郷・吉保（きっぽ）郷に分属していた。かつて仲村・宮山村・大川面村は「吉保村」という一つの村であったが、元和4年（1618年）に3つに分村したという。
1878年（明治11年）、千葉県に郡区町村編制法が施行されると、細野村・横尾村・松尾寺村・寺門村の連合（連合戸長役場）、大川面村・仲村・宮山村の連合、大幡村・北風原村・釜沼村の連合が成立。1884年（明治17年）に戸長役場の管轄変更が行われた際、大幡村・北風原村は古畑村外3村と連合し、その他の村は1つの連合にまとまった。
1889年、町村制の施行にともない大幡村・北風原村・松尾寺村・寺門村・細野村・横尾村・大川面村・宮山村・仲村が合併して吉尾村が発足。新村名は、往古の吉保郷・横尾郷の名から一字ずつを取って折衷したものである。

### 行政区画・自治体沿革
- 1889年（明治22年）4月1日 - 町村制の施行により大幡村・北風原村・松尾寺村・寺門村・細野村・横尾村・大川面村・宮山村・仲村が合併して長狭郡吉尾村が発足。
- 1897年（明治30年）4月1日 - 長狭郡が安房郡に編入。
- 1955年（昭和30年）3月31日 - 大山村、主基村と合併し、長狭町を新設。同日吉尾村廃止。

## 経済
1888年（明治21年）に記された分合取調文書によれば、住民はおおむね農業で生計を立てていたとある。
1926年（大正15年）の『安房郡誌』によれば、村は純農村で、副業として畜産・養蚕・林業・果樹・園芸を挙げている:1089。同書では林業を将来有望な産業としている:1089。

### 畜産業・乳業
明治20年代頃より民間でも酪農業が盛んになった。
1902年（明治35年）に吉尾村に吉尾煉乳所が建設され、安房地域で最初に真空鍋を導入して煉乳を生産したが、経営不振で廃業。1906年（明治39年）には大川面に真田煉乳所が工場を設け、煉乳とバターを生産した。事業は成功して磯貝煉乳所（大山村）と並び称された。1913年（大正2年）ごろに嶺岡種畜場の牛乳を引受けることになり、嶺岡農場煉乳製造所と改称した。
1916年（大正5年）、吉尾村の中村芳三・保井万次郎・西川健二の兄弟は、勝山町で愛国煉乳合資会社を設立。このころ、嶺岡農場煉乳製造所は愛国煉乳合資会社に事業を譲渡した。翌1917年（大正6年）、森永製菓株式会社は愛国煉乳を買収し、日本煉乳株式会社を設立した（のちの森永乳業）。

## 交通

### 道路
- 長狭街道

## 名所・旧跡・祭事
- 吉保八幡神社（仲） - 吉保八幡の流鏑馬神事
- 安国寺（北風原）
- 北風原の鞨鼓舞（北風原）
- 長安寺[3]:1089（宮山） - 里見義頼夫人（正木時茂の娘）が開いた寺

## 人物
- 古泉千樫 - 歌人。1886年、細野生まれ[8]